# Der Mörder Dimitri Karamasoff
Der Mörder Dimitri Karamasoff ist ein 1930 gedrehtes deutsches Kinofilmdrama mit Fritz Kortner in der Titelrolle. Regie bei dieser Adaption des Romans Die Brüder Karamasow von Fjodor Dostojewski führte Fedor Ozep.

## Handlung
Der zaristische Leutnant Dimitri Karamasoff will seine Braut Katja heiraten. Dafür muss er im Regiment in Moskau den hohen Betrag von 3000 Rubel hinterlegen. Dimitri besitzt nicht so viel Geld und reist daher zu seinem Vater, um ihn darum zu bitten, ihm diese Summe zu überlassen. Sein Vater, der seinem Sohn angeblich Geld schuldet, ist jedoch nicht willens. Weder möchte er ihm diese Summe überlassen noch hat er überhaupt Zeit für ihn. Des Alten Gedanken kreisen derzeit allein um die hübsche Gruschenka, die durch einen früheren Liebhaber zur Prostituierten geworden war und dem alten Karamasoff den Kopf verdreht hat.
Dimitri sucht die junge Frau in ihrem Etablissement auf, um sie von seinem Vater abzubringen. Doch die macht sich nur lustig über ihn. Während einer heftigen Auseinandersetzung, die mehr und mehr erotisch aufgeladen ist, kommen sich beide jedoch näher. Gruschenka erwidert Dimitris Gefühle zunächst nicht und spielt mit ihm, während Dimitri sich leidenschaftlich in das Mädchen verliebt. In der Zwischenzeit ist Katja nicht untätig geblieben; sie hat die benötigten 3000 Rubel beschafft. Als sie davon erfährt, dass ihr Bräutigam in spe eine Affäre mit einer anderen Frau hat, ist sie zwar betroffen, will ihn aber dennoch weiterhin heiraten. Am Bahnhof zwecks gemeinsamer Abreise eingetroffen, wartet sie jedoch vergebens auf Dimitri. Und so reist Katja allein fort.
Am selben Abend wird Dimitris Vater erschlagen in seiner Wohnung aufgefunden. Dimitri gerät in den Verdacht, den Alten ermordet zu haben. Als Grund wird Eifersucht vermutet, da beide nunmehr in Konkurrenz um die Gunst Gruschenkas standen. Iwan Karamasoff, der jüngere Bruder, versucht Dimitris Unschuld zu beweisen. Dimitri wird im Prozess schuldig gesprochen und in die Verbannung nach Sibirien geschickt, wo er Zwangsarbeit zu leisten hat. Gruschenka begleitet ihn. Der wahre Täter, der Diener Smerdjakoff, hat sich einer Anklage und Verurteilung entzogen. Er erhängte sich, nachdem Iwan Karamasoff ihm ein Geständnis abgerungen hatte und ihn dem Gericht vorführen will.

## Produktionsnotizen
Die Dreharbeiten fanden vom 22. Oktober bis zum 24. November 1930 statt.
Die Uraufführung des Films erfolgte am 6. Februar 1931 im Berliner Capitol-Kino. Der Film wurde für die Jugend ab 12 freigegeben und erhielt das Prädikat „Künstlerisch“.
Die Bauten entwarfen Heinrich C. Richter und Victor Trivas, Hermann Birkhofer zeichnete für den Ton zuständig. Die Produktionsleitung besorgte Eugen Tuscherer.
Der Mörder Dimitri Karamasoff war der erste Tonfilm der gebürtigen Russin Anna Sten und zugleich der einzige Tonfilm des Theaterveteranen Max Pohl. Bernhard Minetti gab hier sein Filmdebüt.
Noch im selben Jahr 1931 lief der Film auch in den USA und Japan an. 1932 folgten weitere Erstaufführungen in Dänemark, Spanien und der Türkei.

## Kritiken
Das Lexikon des Internationalen Films nannte den Film ein „Meisterwerk aus der Frühzeit des deutschen Tonfilms“.
Reclams Filmführer resümiert: „Der russische Regisseur Ozep hat in seinem Film vor allem die Stimmungen ausgekostet. Eisenbahnfahrten, Abende im Haus Karamasoffs, selbst ausgelassene Feiern werden zu düster drohenden Visionen kommenden Unheils. Kortner spielt den Dimitri als einen Gehetzten, der gleichsam zum Untergang geboren ist; auch die Liebesszenen mit Anna Sten scheinen von der künftigen Katastrophe gezeichnet.“
Buchers Enzyklopädie des Films spricht bei dem Film von einer „fast dekadent-expressionistischen Gestaltung“.